# 157. østlige længdekreds
Den 157. østlige længdekreds (eller 157 grader østlig længde) er en længdekreds, der ligger 157 grader øst for nulmeridianen. Den løber gennem Ishavet, Asien, Stillehavet, Australasien, det Sydlige Ishav og Antarktis.